# Parasicyonis groenlandica
Parasicyonis groenlandica is een zeeanemonensoort uit de familie Actinostolidae.
Parasicyonis groenlandica is voor het eerst wetenschappelijk beschreven door Carlgren in 1933.